# زیرگیری (فن)
در هنرهای رزمی و ورزش‌های رزمی، زیر گرفتن یا خَم تکنیکی است که در آن فرد مهاجم تعادل حریف را برهم زده و او را به صورتی به زمین می‌زند که بر روی او مسلط باشد. زیر گرفتن معمولاً با پرتاب کردن از لحاظ دامنه و میزان ضربه متمایز است؛ زیرا هدف از پرتاب، حذف کامل حریف است در حالی که هدف از زیرگرفتن، به خاک نشاندن حریف بر روی زمین و گرفتن موقعیت غالب بر اوست؛ لذا، در ادامهٔ گرفتن خم حریف، معمولاً او را خاک کرده و سراغ قفل مفصل، اختناق یا هنرهای رزمی ترکیبی دیگر می‌روند.
در قوانین بسیاری از ورزش‌ها، مانند جودو و سامبو، یک پرتاب خوب مسابقه را متوقف می‌کند (با این تصور که اگر مسابقه روی تاتامی اتفاق نمی‌افتاد، کسی که پرتاب شد نمی‌توانست عقب‌تر برود) ولی اگر به جای آن از زیرگیری استفاده شود، مسابقه درون زمین ادامه خواهد یافت. زیرگیری و گرفتن یک خم و دو خم، در تمام شکل‌ها و گونه‌های کشتی و جودو وجود دارد.

## فت پا
فت پا یکی از تکنیک‌هایی است که در آن مبارز از پا (های) خود برای برهم زدن تعادل در حریف استفاده می‌کند و از این رو باعث می‌شود که حریف به زمین بیفتد. حرکت‌های پا اغلب در تکنیک‌های پیچیده‌تر زیرگیری ادغام می‌شوند. تکنیک‌های زیرگیری اگر صحیح اجرا شوند، معمولاً شامل کنترل کامل بدن حریف هستند و مانع از آن می‌شوند که حریف بتواند از یک یا هر دو پای خود استفاده کند. فت پا به عنوان مثال در کشتی آزاد، جودو، سومو، و شوآی جیائو استفاده می‌شود ولی در کشتی فرنگی ممنوع است.

## یک خم

تلاش برای یک خم سرپا

یک خم گرفتن شامل گرفتن یکی از پاهای حریف، معمولاً با هر دو دست، و استفاده از این موقعیت، برای وادار کردن حریف به زمین‌خوردن است. به‌طور معمول، قسمت پایینی ساق پا به یک جهت کشیده می‌شود، در حالی که از بالاتنه یا شانه برای فشار دادن بدن یا قسمت بالای پای حریف در جهت دیگر استفاده می‌شود.
انواع مختلفی از یک خم وجود دارد. برخی شامل گرفتن و نگه داشتن ساق پا از ناحیهٔ مچ پا هستند و برخی دیگر روی فاق پا تمرکز دارند.
یک خم را می‌توان با خیمه زدن یا با قلاب کردن پای بلند شده در فاق متجاوز و در صورت امکان در ترکیب با ضربه‌های زانو به سر بدل کرد.
در جودو و سایر هنرهای رزمی، طبقه‌بندی‌های زیادی از انواع مختلف یک خم وجود دارد. انواع فاق بلند مطابق با سوکوی ناگه (掬投)، که در آن حریف از زمین بلند می‌شود، در حالی که یک خم با فشار به جلو معمولی به عنوان موروت گاری طبقه‌بندی می‌شود (双手刈). برخی از تکنیک‌ها خاص تر هستند، به عنوان مثال کیبیسو گائشی (踵返)، یک خم از مچ پا است که در آن پاشنه پا گرفته می‌شود، به سمت بالا کشیده می‌شود و حریف بلافاصله هل داده می‌شود و پرتاب می‌شود. در کوچیکی تائوشی (朽木落)، پای حریف را گرفته، بالا می‌کشند و در کسری از ثانیه از آن برای هل دادن حریف به زمین استفاده می‌شود. این تکنیک در مسابقات جودو توسط فدراسیون بین‌المللی جودو در سال ۲۰۱۰ به جز به صورت ضد یا ترکیبی ممنوع شد.

## دو خم

تلاش برای دو خم

دو خم شامل گرفتن حریف با هر دو دست از ناحیهٔ اطراف پاهای اوست؛ این حرکت در حالی زده می‌شود که مهاجم سینه‌اش را نزدیک به حریف نگه می‌دارد تا به او نیرو وارد کند و تعادل حریف را برهم زده و او را به زمین بزند. در ادامهٔ دو خم، شیوه‌های مختلفی را می‌توان برای به زمین زدن حریف استفاده کرد مانند بلند کردن و کوبیدن، یا فشار دادن به جلو با شانه در حالی که پاهای حریف را می‌کشید. دو خم را هم می‌توان به‌طور مشابه با یک خم، با خیمهٔ سنگین، دور شدن، و/یا ضربه زدن، بدل کرد. چوک گیوتینی نیز یک بدل خوب برای دو خم ضعیف است.
دو خم در جودو به عنوان موروته گاری نامیده می‌شود، اگرچه برخی معتقدند که برداشتن دو پا که در آن حریف به هوا بلند می‌شود یا به پهلو برده می‌شود، باید به عنوان سوکوی ناژ نامیده شود. موروته گاری، علیرغم استفاده طولانی مدت توسط جودوکاران و تأیید خود جیگورو کانو، تا سال ۱۹۸۲ توسط مؤسسهٔ کودوکان به عنوان یک تکنیک رسمی جودو پذیرفته نشد. این تکنیک که توسط برخی سنت‌گرایان رد می‌شد، در مسابقات فدراسیون بین‌المللی جودو در سال ۲۰۱۰ به جز به‌عنوان بدل یا حرکت ترکیبی ممنوع شد.

## سر زیر بغل
در سر زیر بغل، که در انگلیسی به نام duckunder شناخته می‌شود، مهاجم آرنج حریف را به جلو می‌کشد و از بدنش دور می‌کند، سر خود را پایین می‌آورد و زیر بازوی حریف می‌چسباند تا بتواند پشت یا حداقل در کنار حریف قرار بگیرد. از این موقعیت می‌توان حریف را با بلند کرد، پرتاب کرد یا با حرکت پا خاک کرد و بسیاری از حرکات ترکیبی را به کار برد.

## یک دست و یک پا
یک دست و یک پا یک تکنیک زیرگیری است که در آن هنگامی که در سمت راست بدن حریف اجرا می‌شود، دست چپ مهاجم آرنج راست حریف را به جلو می‌کشد تا سر مهاجم زیر بازوی راست حریف قرار گیرد. در همان زمان، دست راست مهاجم قسمت داخلی ران راست حریف را گرفته و بلند می‌شود، در حالی که مهاجم بلند می‌شود و به سمت چپ می‌راند و حریف را در سمت راست خود به زمین می‌زند. یک دست و یک پا شیوه‌ها و لم‌های مختلفی دارد.

## رکبی
رکبی تکّی شامل قرار دادن یک بازو زیر بازوی حریف، و نگه داشتن پشت قسمت میانی یا بالاتنه حریف است، در حالی که یک رکبی دوتایی شامل انجام این کار با هر دو دست است. هرکدام می‌توانند به عنوان پایه ای برای زیر گرفتن استفاده شوند.